# Гулынки (Старожиловский район)
Гулынки — село в Старожиловском районе Рязанской области.

## История
О селе и деревянной церкви упоминалось в рязанских писцовых книгах 1628 и 1629 годов, как о собственности стольника Игнатия Глебова, сына Вердеревского (ум. до 1685).
В первой половине XVIII века усадьбой владел его внук поручик П. К. Вердеревский (ум. до 1760), затем внучка последнего А. И. Вердеревская (ум. 1785). В 1727 году была построена церковь «стараниями Петра Космина сына Вердеревского». Его внучка, Александра Ивановна Вердеревская, вышла замуж за Михаила Васильевича Головнина (ум. 1785) и с тех пор село стало вотчиной дворян Головниных.
Здесь родился и позже ежегодно летом жил вице-адмирал Василий Михайлович Головнин. При усадьбе имелась обширная библиотека, собранная В. М. Головиным. Рукописный каталог, составленный владельцем, находится в Российском Государственном Архиве военно-морского флота.
Каменный храм во имя Св. Троицы, по проекту рязанского архитектора С. А. Щеткина, был сооружён в 1865 году на средства А. В. Головнина, который в 1860-х годах, как отмечал один из его друзей М. И Семевский:

…усилил, развил и увековечил плоды своей высоко-благотворительной деятельности по отношению к прежним своим крестьянам; и все это продолжалось не год, не два, не в пору только увлечений различными благотворными веяниями <…> это продолжалось всю его жизнь
— Куликов Н. Н. Александр Васильевич Головнин, в его заботах о религиозно-нравственном просвещении в родовом селе Гулынки
А. В. Головнин построил здесь также начальные училища для мальчиков (1863) и девочек (1870), приют для грудных и малолетних детей (1870), лечебница и родильный приют. Первым учителем в мужской школе, открытой 21 мая 1863 года, был Александр Иоакимович Кочетов, а через два года Николай Степанович Федотьев.
После смерти А. В. Головина имение перешло к его сестре, которая была замужем за действительным тайным советником П. И. Саломоном.
В советские годы Троицкий храм был разобран и, как утверждают местные жители, из полученных материалов были построены несколько домов в соседних сёлах. На месте прежней церкви сейчас поставлена небольшая деревянная часовня. Здания больницы и школ сохранились. В бывшей больнице на данный момент жилое помещение и в нем живут несколько семей села. В начальном училище для мальчиков сейчас располагается музей А.В. Головнина и сельский дом культуры. Заведующим музеем является местный краевед Наталья Владимировна Шкурко. В 2016 году к часовне и школе была проложена асфальтовая дорога.

## Население
| 1859 | 1897 | 1906 | 2010 |
| ---- | ---- | ---- | ---- |
| 735  | ↗832 | ↗912 | ↘254 |

## Достопримечательности
Возле села находится славянское городище XI-XII вв.